# Sommer-Paralympics 1984/Reiten
Reiten war bei den Sommer-Paralympics 1984  zum ersten Mal im Programm. Es gab zwölf Wettbewerbe gemeinsam für Männer und Frauen.  Es gab insgesamt 15 Teilnehmer, neun Männer und sechs Frauen aus sechs Ländern. Alle Teilnehmenden gewannen eine Medaille.

## Medaillenspiegel
| Prüfung                                      | Gold                                        | Silber                  | Bronze                      |
| -------------------------------------------- | ------------------------------------------- | ----------------------- | --------------------------- |
| Dressur – Fortgeschrittene Schritt/Trab C3/6 | Torben Anton Hansen                         | Steve Roloff            | -                           |
| Dressur – Fortgeschrittene Schritt/Trab C4-5 | Bertil Andreasen                            | Cynthia Good            | Chene la Rochelle           |
| Dressur – Fortgeschrittene Schritt/Trab C7   | Hans Lykkestrig Nielsen                     | Tom Pedersen            | -                           |
| Dressur – Elementar Schritt C3               | Wendy Shugal                                | Tim Saxton              | -                           |
| Dressur – Elementar Schritt C1-2             | Tim Saxton                                  | Arlene Aikenhead        | Tim Hamilton                |
| Dressur – Elementar Schritt/Trab C3/6        | Steve Roloff                                | Wendy Shugal            |                             |
| Dressur – Elementar Schritt/Trab C4-5        | Jane Stidever                               | Cynthia Good            | Chene la Rochelle           |
| Inst Level Test 1 Open                       | Kurt Krueger                                | Susan Ragowski          | Per Trykman                 |
| Hindernisparcours – Staffel, Open            | Torben Anton Hansen Hans Lykkestrig Nielsen | Tom Pedersen            | Susan Ragowski Wendy Shugal |
| Hindernisparcours – Schritt C1-3             | Tim Saxton                                  | Tim Hamilton            | Arlene Aikenhead            |
| Hindernisparcours – Schritt/Trab C4-8        | Hans Lykkestrig Nielsen                     | Cynthia Good            | Torben Anton Hansen         |
| Trainingsleveltest 1 Open                    | Per Trykman                                 | Hans Lykkestrig Nielsen | Torben Anton Hansen         |